# Harlequin Enterprises
Harlequin Enterprises Limited egy Torontó-központú vállalat, amely a világ egyik vezető kiadója szerelmes történetek és nőirodalom terén. Tulajdonosa a Torstar Corporation, a legnagyobb újság kiadója Kanadában. Ez a cég mintegy 120 kiadványt jelentet meg havonta, 29 nyelven, 107 nemzetközi piacon, 6 kontinensen. Ezeket a könyveket világszerte több mint 1300 szerző írja meg, ezáltal kínálnak széles választékot a szerelmes történettől a pszichológiai thrilleren át a párkapcsolati regényig. 131 millió eladott példánnyal 2006-ban – fele részben tengerentúlon, 96%-ban Kanadán kívül – Kanada legsikeresebb kiadója, és egyike legnagyobb nemzetközi vállalatainak.

## Korai évek
A Harlequin 1949 májusában alakult meg Winnipegben, a kanadai Manitoba államban, puhafedelű könyvek utánnyomásával foglalkozó cégként. A cég az Advocate Printers és a Doug Weld of Bryant Press, Richard Bonnycastle, valamint Jack Palmer, a Saturday Evening Post és a Ladies’ Home Journal kanadai terjesztésének vezetője közötti társulásból jött létre. Palmer ellenőrizte az új cég kereskedését, Richard Bonnycastle volt a termelés felelőse.
A cég első kiadványa Nancy Bruff regénye, The Manatee. Az indulás éveiben sokféle könyvet jelentetett meg, mindet 25 centért. A regények között utánnyomások is szerepeltek Agatha Christie-től, Sir Arthur Conan Doyle-tól, James Hadley Chase-től és William Somerset Maughamtől. A legnagyobb sikere Jean Plaidy 1951-es Beyond the Blue Mountainja volt. 30 000 kinyomtatott példányból csak 48 érkezett vissza.  Bár az új vállalat értékesítési adatai jól alakultak, haszna korlátozott volt, működése csak küzdelem árán volt fizetőképes.
Jack Palmer halála után, az 1950-es évek közepén, Richard Bonnycastle szerezte meg az ő 25 százalékát. Még mindig a túlélésért küzdve hamarosan Doug Weld kiszállt. Richard Bonnycastle, most már teljhatalommal a kezében, átadta Weld részesedését egyik legfontosabb alkalmazottjának, Ruth Palmournak.
1953-ban a Harlequin elkezdett orvosi regényeket közzétenni. A vállalat főszerkesztőjének halála utáni évben Bonnycastle felesége, Mary vette át feladatait. Mary Bonnycastle élvezettel olvasta a brit Mills and Boon kiadó regényeit. Ösztönzésére 1957-ben a Harlequin megszerezte észak-amerika forgalmazási jogát  romantikus regények kategóriában. Az első Harlequin által újra kiadott Mills and Boon regény Anne Vinton The Hospital in Buwambo  (Mills and Boon No. 407) volt.

## Társulás a Mills and Boon Kiadóval
A Mills and Boonnal kötött szerződést egy kézfogás jelentette, melyet évente váltott Bonnycastle, mikor Londonba látogatott. A Ritz Hotelben ebédelt Alan Boonnal, a Mills and Boon Kiadó megalapítójának fiával, így állapodtak meg abban, hogy újabb egy évvel hosszabbítják meg szerződésüket.
Mary Bonnycastle és lánya, Judy Burgess döntötték el, melyik Mills and Boon regényt adja ki újra a Harlequin. Volt egy "illemkódexük", eszerint több, nyíltan szexuális részt vágtak ki, mint amennyi az eredeti Mills and Boon könyvekben szerepelt. Mikor ráébredtek, hogy a műfaj közkedvelt lett, Richard Bonnycastle úgy döntött, hogy elolvas egy romantikus regényt. Egy kendőzetlenebbet választott, és tetszett neki. Intézkedésére kiadták, és felmérték, mennyi példányban kelt el. Kiderült, hogy kelendőbb, mint egy hasonló, prűdebb regény. Korábban a regényekben lévő intimitás nem lépett túl a főszereplők csókváltásán.
A lányregények rendkívül népszerűnek bizonyultak. 1964-re a cég kizárólag Mills and Boon regényeket adott ki. Bár megvolt a joga, hogy a Mills and Boon könyveket egész Észak-Amerikában terjessze, 1967-ben könyveinek több mint 78%-át Kanadában adta el, ahol a kiskereskedők által értékesített arány megközelítőleg 85%-os volt. Richard Bonnycastle 1968-ban meghalt. Fia, ifj. Richard Bonnycastle vette át a cég irányítását. 1969-ben áthelyezte központjukat Torontóba, Ontario államba, ahol a könyvkiadó üzletág legnagyobb cégévé akarta fejleszteni a Harlequint. 
1970-ben ifj. Bonnycastle leszerződött a Pocket Booksszal és a Simon and Schusterrel, hogy az Egyesült Államokban terjesszék a Mills and Boon regényeket.
1971. október 1-jén Harlequin megvásárolta a Mills and Boont. John Boon, a másik alapító fia maradt a társaságnál, hogy felügyelje a brit működést. Az észak-amerikai könyvkiadók vonakodtak ellátni a tömeges olcsókönyvpiacot, ezért a Harlequin úgy döntött, ott adják el könyveiket, "ahol a nők vannak", és szupermarketekben valamint más kiskereskedésekben terjesztették őket. A cég inkább a könyvsorozatokra fókuszál, mint az önálló könyvekre. A hagyományos reklámozás helyett az előzetesekre helyezi a hangsúlyt. Abban reménykedik, ha néhány előzetes sort elolvasnak a vevők, néha más termékhez kapcsolva, szeretnék tudni a történet folytatását, és megveszik a könyvet. Ezután a Harlequin kiszolgálja az olvasót, közvetlenül az olvasóknak árul, akik beleegyeznek abba, hogy havonta bizonyos számú könyvet megvesznek.
Abban az időben, mikor megvásárolta a Mills and Boont, a cég egy kategóriában csak egyféle sorozatot adott ki. Hat regényt jelentetett meg minden hónapban Harlequin Romance címmel. John Boon ösztönzésére 1973-ban bevezetett egy második sorozatot, a Harlequin Presentset. Úgy tervezték, három népszerű és termékeny szerzőt emelnek ki: Violet Winspeart, Anne Hampsont és Anne Mathert. Ezek a regények kissé bujábbak voltak, mint társaik a Harlequin Romance-ban. Bár Mary Bonnycastle helytelenítette érzékibb jellegüket, jól fogytak Nagy-Britanniában, így a cég úgy döntött, elkezdi terjeszteni Észak-Amerikában is. Két éven belül a Harlequin Presents regények több bevételt hoztak, mint a Harlequin Romance.
1975 végén a Toronto Star Ltd. megszerezte a tulajdonhányad 52,5 százalékát a Harlequinben, 1981-ben pedig a fennmaradó részt is.

## Románcháború
1975-re a könyvek 70%-át az Egyesült Államokban adták el.  Ennek ellenére a cég kizárólag brit írókkal szerződött. Ebben az évben született meg az első szerződés amerikai szerzővel, mikor megvásárolták Janet Dailey egyik regényét. Dailey regényei tökéletes példányai voltak a műfajnak: "igazi hősnők és hősök, az udvarlás helyszíne Amerika, amerikai érzékenységgel, erényességgel, történelemmel és legfőképpen beállítottsággal."  Harlequin bizonytalan volt, hogyan reagál a piac erre az új típusú szerelmes regényre, és nem volt hajlandó teljes mértékben magáévá tenni azt. Az 1970-es évek végén egy Harlequin szerkesztő visszautasított egy kéziratot Nora Robertstől, aki azóta a legkeresettebb romantikus szerző, mert "már volt amerikai írójuk."
1976-ban a Harlequin felmondta a terjesztési szerződését a Simon and Schusterrel, valamint a Pocket Booksszal. Ezzel a Simon and Schuster ott maradt hatalmas kereslettel kínálat nélkül. Hogy pótolja ezt a hiányosságot, és hogy kihasználja a kiaknázatlan amerikai tehetségeket, akiket a Harlequin elutasított, 1980-ban megalapította a Silhouette könyveket. A Silhouette számos sorozatot jelentetett meg több kategóriában, és arra biztatta szerzőit, hogy bátran kísérletezzenek a műfajjal, alkossanak újfajta hősnőket, hősöket, szóljanak hozzá az aktuális társadalmi kérdésekhez.
Felismerve hibáját, 1980-ban a Harlequin elindította saját Amerika-központú szerelmes regényeit. A Harlequin Superromance sorozat volt az első, mely Nagy-Britannia helyett Észak-Amerikából eredt. A regények hasonlóak voltak a Harlequin Presents könyveihez, de hosszabb terjedelem, amerikai beállítottság, valamint amerikai karakterek jellemezték.
Nehezen alkalmazkodott a Harlequin azokhoz a jellemzőkhöz is, melyeket az olvasók értékeltek a számos, kifejezetten szexuális jelenetet tartalmazó regényekben, így 1980-ban több kiadó is belépett a romantikus regények piacára, hogy kitöltsék ezt az űrt. Ebben az évben Dell elindította a Candlelight Ecstasyt, az első olyan sorozatot, melyben eltekintenek attól a követelménytől, hogy a hősnőnek szűznek kell lennie. 1983 végére a Candlelight Ecstasy összbevétele 30 millió dollár volt. A Silhouette is elindította hasonló sorozatát, a Desire-t és a Special Editiont, melyek mindegyikét havonta 90 - 100%-ban értékesítették. A szerelmes regény-sorozatok kategóriájának hirtelen megnövekedése a lányregények új stílusú szerzői iránti megnövekedett keresletet is jelentette. Ez a szűk piac okozta azon minőségi regények számának csökkenését, melyek ez idő tájt jelentek meg. 1984-re a piac telítve volt sorozatokkal, az olvasók kezdtek panaszkodni a cselekmény terjengőssége miatt. A következő évben "a felesleg magas fokú csökkenését kapcsolatba hozták a sorozatokkal, melyeket hónapról hónapra egyre kevesebben olvastak."  A Harlequin eladatlan könyveinek aránya, mely 1978-ban kevesebb volt 25%-nál, amikor a szerelmes regény kategória elsődleges szereplője volt, 60%-ra dagadt.
1984-ben a Harlequin felvásárolta a Silhouette-et. A vétel ellenére a Silhouette ugyanúgy működött tovább: szerkesztői tovább dolgoztak, saját cégére alatt folytatta különböző sorozatainak kiadását. Nyolc évvel később a Harlequin megpróbálta megszerezni a Zebra Books-ot, de az üzlet nem valósult meg. 1992-ben a Zebra elvesztésén kívül a Harlequin megtartotta a 85%-os részesedést az észak-amerikai romantikus regények piacán.

## Nemzetközi terjeszkedés
A Torstar Corporation, amely Kanada legnagyobb napilapjának, a Toronto Starnak tulajdonosa, 1981-ben felvásárolta a Harlequint. A vállalat elkezdett aktívan terjeszkedni más piacokon. Bár a Harlequin regények szerzői angol anyanyelvűek, mindegyik Harlequin iroda maga döntötte el, mely könyveket adja ki, szerkeszti, fordíttatja le, és nyomtatja ki, ezzel "biztosítva a saját piacához való maximális alkalmazkodást."
1974-ben elkezdett Európa más részein is terjeszkedni azzal, hogy terjesztési megállapodást kötött a Cora Verlaggal, a német Axel Springer AG kiadó egyik vállalatával. A két cég két évre szóló megállapodást kötött, mely szerint havonta két Mills and Boon regény jelenik meg németül magazin formátumban. A könyvek jól fogytak, és amikor a megállapodás ideje lejárt, meghosszabbítás helyett a Harlequin 50%-os részesedést vásárolt meg a Cora Verlagban. Az új közös vállalati forma lehetővé tette, hogy a Harlequin több nyereségre tegyen szert, emellett folyamatosan terjeszkedjen Nyugat-Németországban, Ausztriában és Svájcban. 1998 óta Németország teszi ki a teljes európai üzletág 40%-át.
Ugyanezen időszak alatt iroda nyílt Hollandiában. Bár az első évben ez veszteséges volt, harmadik évére sikerült nyereséget hoznia. 1979-ben a cég skandináviai irodával bővült Stockholmban. Gyorsan terjeszkedett mind Finnországban, mind Norvégiában. Két évvel megnyitásuk után, a Harlequin a tömegesen gyártott könyvek piacának 24%-át mondhatta magáénak Svédországban. Skandináviában egyedi formátumú példányokat kínáltak. A könyvkereskedők nem voltak hajlandók szerelmes sorozatokat árusítani. Arra panaszkodtak, hogy a könyvek rövid élettartama (egy hónap) túl sok munkát követel túl kevés bevételért. Könyvkereskedők és terjesztők is aggódtak amiatt, hogy a Harlequin könyvborítók egységessége túl nehézzé teszi a reklámozást. Ehelyett a skandinávok regényeket magazinoknak minősítették, és szupermarketekben, újságárusoknál vagy előfizetéssel árusították. Megtartották az észak-amerikai stílusú direkt marketinget, bár a skandináv célközönség valamennyire különbözött.
1989-ben leomlott a berlini fal, ezzel lehetőséget adott a Harlequinnek, hogy a korábban zárt piacokon terjeszkedjen. A Cora Verlag 720 000 romantikus regényt adott el a határellenőrző pontokon, ezzel mutatva be a kelet-németeknek a cég könyveit. Ugyanebben az évben a Harlequin német közös vállalata terjeszteni kezdte könyveit Magyarországon. Két éven belül a cég 7 millió szerelmes regényt adott el az országban, a harmadik évben 11 milliót. Egy olyan országban, ahol csupán 5,5 millió nő élt. Ugyanabban az időben a Harlequin teljes tulajdonában lévő lengyelországi leányvállalata alig volt képes 174 000 példányszámot felmutatni, míg a Cseh Köztársaságban lévő iroda évente több mint 10 millió dolláros bevételt produkált. 1992 volt a Harlequin legjobb éve (1998 óta): több mint 205 millió regényt adott el 24 nyelven, 6 kontinensen. A cég összesen 800 új regényt tett közzé angol nyelven, 6600-at külföldi kiadásban.
1995 januárjában a Harlequin belépett a kínai piacra. Kínában a cég mandarin és angol nyelven készített könyveket. Húsz regényt kínáltak évente mandarinul, mindegyiket 550 000 példányban. További tíz regény jelent meg angolul, címenként 200 000 példányban.
Összességében: Harlequin irodák vannak New Yorkban, Londonban, Tokióban, Milánóban, Sydneyben, Párizsban, Madridban, Stockholmban, Amszterdamban, Hamburgban, Athénban, Budapesten, Granges-Paccotban és Varsóban, valamint licenc-megállapodás született kilenc másik országban.

## Nemzetközi kiadások
A Harlequin sikere a tengerentúli piacokon abból adódik, hogy "hangsúlyt fektet az adott helyre és nyelvre, a függetlenségre és autonómiára."   A Harlequin kirendeltségek szerkesztőin múlik, mely Harlequin regényeket teszik közzé saját piacukon. Általában a szerkesztő olyan könyvet választ, melyet már vagy olvasott, vagy kedvező összefoglalást hallott róla valaki mástól, de akár el is olvashatta az ajánlását. A szerkesztő egy könyvet négy ok miatt fogadhat el:
- Úgy véli, jól el lehet adni.
- Tényleg tetszett neki a regény
- A havi számhoz keres egy adott keretet, vagy témát
- A Harlequin központi irodája ragaszkodik ahhoz, hogy a könyvet közzé tegyék.

A tengerentúlon megjelent regények nem feltétlenül követik időben az éppen Észak-Amerikában kaphatókat, vagy azokat, melyeket más európai országban adnak ki. A nemzetközi szerkesztők szabadon választhatnak a Harlequin régebbi kiadványaiból, akár olyanokból is, melyek Észak-Amerikában hat-hét évvel korábban jelentek meg.  Mivel a regényeket az adott ország anyanyelvére fordítják le, a hős vagy hősnő nevét meg lehet változtatni, és a címet sem kell szó szerint lefordítani. Továbbá minden regényt az eredeti angol nyelvű változathoz képest kb. 10-15%-kal rövidítenek le. Ez általában azáltal valósítható meg, hogy megszüntetik az amerikai popkultúrára tett utalásokat, eltávolítják a szójátékokat, amelyeket nem lehet jól lefordítani, és meghúzzák a leíró részeket.

## További márkák

### MIRA
Az 1990-es évek elején sok Harlequin szerző kezdte elhagyni a céget, hogy önálló történetet írjon más kiadóknak. Ahhoz, hogy megtartsa legtehetségesebb íróit, a cég 1994 októberében elindította a MIRA márkát, melyben nagy regényeket tesz közzé. Első regényei legtöbbjét jól ismert Harlequin szerzők írták. Köztük volt Heather Graham Pozzessere, akinek Slow Burn című regénye indította el a márkát. Az első néhány évben a MIRA havonta négy regényt jelentetett meg. Ezek közül az egyik eredeti regény, míg a másik három új köntösbe öltöztetett régi Harlequin könyv.
A Harlequin kibővítette könyvskáláját. Mindenféle könyv szerepel kínálatában:  romantikus regények a különböző Harlequin és Silhouette sorozatokban; thrillerek, kommersz regények  a MIRA könyvekben; erotikus regények a Spice-ban; Bridget Jones-stílusú szingli irodalom  a Red Dress Ink könyvekben; fantasyk a LUNA-ban; spirituális regények a Steeple Hill és Steeple Hill Caféban; afro-amerikai romantikus regények a Kimani Pressben; férfiak akcióban a Gold Eagle-ben; valamint önálló történetek a HQN könyvekben.

### Harlequin Horizons
2009-ben a Harlequin Enterprises bejelentette, hogy létrehoz egy új márkát. A Harlequin Horizons a szerző saját költségén adja ki a műveket. Az Amerikai Szerelmesregény Írók, az Amerikai Sci-fi Írók és az Amerikai Misztikusregény Írók Szövetsége elítélte a cég eme lépését, és visszavonta jogait a Harlequin kiadványoktól, a hozzájuk kapcsolódó konferenciáktól és díjaktól. Ezt követően visszahívták a márkát, és a nevét DellArte Pressre változtatták.

## Manapság
2002-ben 1113 romantikus regényt jelentetett meg. Az összes regény több mint fele Észak-Amerikában került forgalomba. Az őt követő legtermékenyebb kiadó a Kensington Books, mely csupán 219 romantikus regényt dobott a piacra. 2006-ban 26 nyelven, 109 nemzetközi piacon publikálta könyveit. Összesen 131 millió könyvet adott el, hasonlóan a 2005-ös évhez.
Az egyik legjövedelmezőbb kiadónak számít. 2003-ban több mint 585 millió dollár értékben keltek el könyvei, a bruttó nyereség 124 millió dollár, a haszonkulcs 21%-os. Hatalmas nyereségének egy részét a szerzőinek kifizetett előleg viszi el. Ezek az előlegek gyakran kisebbek, mint az átlag, és összesen csak pár ezer dollárt tesznek ki egy romantikus sorozatért.

## Jelenleg Észak-Amerikában futó Harlequin Enterprise sorozatok

### Harlequin tematikus szerelmes regények
- Harlequin Romance
- Harlequin American Romance – kisvárosi
- Harlequin Blaze – erotikusabb
- Harlequin Ginger Blossom – romantikus manga
- Harlequin Historicals
- Harlequin Intrigue
- Harlequin NASCAR
- Harlequin Presents
- Harlequin Superromance
- Harlequin Teen

### Silhouette tematikus szerelmes regények
- Silhouette Desire
- Silhouette Nocturne
- Silhouette Romantic Suspense
- Silhouette Special Edition

### Steeple Hill kiadványok
- Steeple Hill Cafe
- Steeple Hill Love Inspired
- Steeple Hill Love Inspired Suspense
- Steeple Hill Love Inspired Historical
- Steeple Hill Women's Fiction

### Kimani Press kiadványok
- Kimani Press Kimani Romance
- Kimani Press Arabesque
- Kimani Press New Spirit
- Kimani Press Sepia
- Kimani Press TRU

### További kiadványok
- Carina Press
- LUNA Books
- MIRA Books
- HQN Books
- Red Dress Ink
- Spice Books
- Worldwide Library
- Gold Eagle

## Harlequin More Than Words
A Harlequin Enterprises elindította a Harlequin More Than Wordsöt, egy közösségi beruházási programot, hogy megjutalmazza a nők közösségért végzett munkáját egész Észak-Amerikában. A Harlequin Enterprises olyan nők megnevezését kéri, akik jelentősen hozzájárulnak közösségük életéhez. Öt nőt választanak ki minden évben a Harlequin More Than Words díjazottjainak, és 50 000 dollárt osztanak fel közöttük egyenlő arányban, hogy jótékony célokra fordítsák. Aztán életüket alapul véve a Harlequin öt vezető szerzője egy novellagyűjteményt ír. Néhányan a női irodalom legnagyobbjai közül idejüket és tehetségüket adományozzák az évente megjelenő More Than Words antológiáknak. Köztük van Diana Palmer, Debbie Macomber, Susan Wiggs és Linda Lael Miller. Az első könyv 2004 októberében jelent meg. Az eladásából származó bevételt visszaforgatják a Harlequin More Than Words programba.

## Fordítás
- Ez a szócikk részben vagy egészben  a   Harlequin Enterprises című angol Wikipédia-szócikk fordításán alapul.  Az eredeti cikk szerkesztőit annak laptörténete sorolja fel. Ez a jelzés csupán a megfogalmazás eredetét és a szerzői jogokat jelzi, nem szolgál a cikkben szereplő információk forrásmegjelöléseként.